# Irene Lisboa
Irene do Ceu Vieira Lisboa (* 25. Dezember 1892 in Casal da Murzinheira, Gemeinde Arranhó, Kreis Arruda dos Vinhos, Distrikt Lissabon, Portugal; † 25. November 1958 in Lissabon) war eine portugiesische Schriftstellerin und Lehrerin. Vor Agustina Bessa-Luís und Lidia Jorge galt sie als bedeutendste weibliche Stimme ihrer Zeit in ihrem Land, die allerdings nur unter Pseudonym veröffentlichen konnte.

## Leben
Lisboa entstammte sehr wohlhabenden Verhältnissen und hatte eine behütete Kindheit, unter anderem auf dem Landsitz der Familie, wo sie auch geboren wurde.
Ihre Schulzeit verbrachte sie in Lissabon, wo sie die Escola Normal Primeira de Lisboa besuchte, auch im Klosterinternat des Convento do Sacramento verbrachte sie ihre Schulzeit, wo sie auch ihr Abitur ablegte.  Sie studierte zunächst drei Jahre am Colegio Ingles in Lissabon, bevor sie sich für ein Studium der Pädagogik und Erziehungswissenschaften entschied, weil sie Lehrerin werden wollte. Ihr Studium absolvierte sie im Ausland, so in Belgien, Frankreich und der Schweiz. In Genf studierte sie am dortigen pädagogischen Institut. Der prominenteste ihrer Dozenten war der bekannte Pädagoge Édouard Claparède. Sie lernte auch Jean Piaget kennen.
Nach Ende ihres Studiums kehrte sie in ihre Heimat nach Portugal zurück, wo sie bis zu ihrem Tod als Grundschullehrerin in Lissabon und Braga tätig war. 1932 wurde sie zur offiziellen Inspektorin für Grundschulen für den Nordosten Portugals ernannt und nach Braga versetzt, angeblich, um die kritische und aufmüpfige Autorin mundtot zu machen und sie mit Arbeit vollzuschütten.
Am 25. November 1958, genau einen Monat vor ihrem 66. Geburtstag, starb sie in Lissabon. In ihrer Heimatstadt ist ihr ein Museum mit Büste gewidmet.

## Werk
Irene Lisboa veröffentlichte ihren ersten Text im Alter von 20 Jahren in der Zeitschrift Jornal Educaçao Feminina. Von da an hatte sie Interesse am Veröffentlichen bekommen und schrieb Texte und Artikel für diverse Zeitschriften, so für Presença, Sol Nascente, Seara Nova, Litoral und Cadernos de Poesia. Es folgten Erzählungen, Chroniken und Artikel auch in Fachzeitschriften und Zeitungen und vor allem Gedichte. Irene Lisboa benutzte dabei immer ein Pseudonym, vor allem ein männliches, da Literatur von Frauen in Portugal lange nicht akzeptiert wurde. Die bekanntesten und am meisten genutzten Pseudonyme waren João Falco und Manuel Soares. Auch in Anthologien veröffentlichte sie und schrieb Fachbücher zum Thema Erziehung.

## Weibliche Literatur in Portugal
Nur wenige Autorinnen schafften es in Portugal sich Gehör zu verschaffen. Vor dem zwanzigsten Jahrhundert waren dies vor allem Nonnen und Adlige Frauen, die mit Lyrik trumpften, aber kaum mit Prosa. Erst ab dem zwanzigsten Jahrhundert gab es auch Frauen aus dem Bürgertum, die sich mit dem Schreiben beschäftigten. Zu Irene Lisboas Zeiten waren das zum Beispiel die Lyrikerin Florbela Espanca oder die lesbische Autorin Judite Teixeira. Doch weibliche Stimmen wurden kaum wahrgenommen, da durch den Machismo auch die Literatur hauptsächlich Männersache war. Erst Mitte des zwanzigsten Jahrhunderts, mit dem Auftauchen von Autorinnen wie Natália Correia, Sophia de Mello Breyner Andresen, Agustina Bessa-Luis oder Lidia Jorge konnte Portugal auch an die eigenständige feminine Literaturproduktion anknüpfen. Heute ist die feminine Literatur selbstverständlich anerkannter Teil der Literatur- und Kunstszene sowie der Gesellschaft.

## Veröffentlichungen (Auswahl)
- Treze Contarelas que Irene escreve e Ilda Ilustrou, 1926. (13 kleine Erzählungen, die Irene geschrieben hat und Ilda zeichnete, hier mit ihrem echten Namen), Kinderbuch.
- Um dia e outro dia, Lyrik, 1936.
- Outario havias de vir latente triste, Lyrik, 1937.
- Folhas Folantes, Lyrik, 1940.
- Começa uma vida, Novelle, 1940.
- Lisboa e quem ca vive, 1940, Stadtchronik.
- Idem, 1940, Chronik.
- A psychologica do desenho infantil, 1942, pädagogisches Werk.
- Educaçao, 1944, pädagogisches Werk.